# Mira Kunnasluoto
Mira Johanna Kunnasluoto (Elimäki, 13 gennaio 1974) è una cantante finlandese.

## Biografia
Mira Kunnasluoto ha avviato la sua carriera musicale a fine anni '90 prendendo parte alle competizioni Lavatähti e Suomen tähti, arrivando in semifinale in entrambe le occasioni. Nel 2000 è salita alla ribalta a livello nazionale con la sua incoronazione a regina al festival del tango e della musica schlager finlandese Seinäjoen Tangomarkkinat, a cui aveva partecipato per la prima volta l'anno precedente. Dopo aver firmato un contratto discografico con la Mediamusiikki, pochi mesi dopo la sua vittoria ha pubblicato il suo album di debutto eponimo.

## Discografia

### Album
- 2000 – Mira Kunnasluoto
- 2005 – Riisuttu
- 2015 – Näytä värisi
- 2015 – Jouluyö
- 2017 – Sinuun kun turvaan
- 2020 – Näytä värisi

### EP
- 2014 – Soiva kultalyhde

### Singoli
- 2000 – Mieheni
- 2005 – Yö on jo jäänyt taa
- 2006 – Suuri rakkaus
- 2007 – Kaulakoru
- 2008 – Tänään, tässä, näin